# George McCartney
George McCartney (født 29. april 1981 i Belfast, Nordirland) er en nordirsk fodboldspiller, der spiller som forsvarsspiller. Gennem karrieren har han repræsenteret Sunderland, West Ham og Leeds.

## Landshold
McCartney står (pr. april 2018) noteret for 34 kampe for det nordirske landshold, som han debuterede for i september 2001 i en kamp mod Island.